# Chrysidiomyia pulchella
Chrysidiomyia pulchella är en tvåvingeart som beskrevs av Krober 1940. Chrysidiomyia pulchella ingår i släktet Chrysidiomyia och familjen stekelflugor. Inga underarter finns listade i Catalogue of Life.